# Inga micheliana
Inga micheliana, được gọi là the Cuajiniquil, Guaba De Montaña, Guajinicuil, hoặc Jacanaquil, là một loài loài thực vật họ Đậu (Fabaceae).
Loài này có ở Costa Rica, Guatemala, Honduras, México, Nicaragua, và Panama.